# 高那耶
高那耶（534年—583年8月26日），勃海郡条县（今河北省衡水市景县）人，追尊齐神武帝高欢第六女，北齐公主。

## 生平
高那耶在北齐封东海公主，嫁阳平郡公司马消难，司马消难和高那耶感情不和睦，高那耶无中生有的诉讼司马消难。司马消难在邺城对高那耶还是敬重，入关归附北周后，就对高那耶很是厌弃。司马消难出任郧州总管时，将高那耶和三个儿子留在京城长安，高那耶对大丞相杨坚说：“司马消难性格多变而狡诈，如今让新宠信的姬妾跟着自己，必定不顾妻子儿女，希望您作好应急的准备。”等到司马消难逃到南陈，高那耶母子因此得以幸免。晚年高那耶笃信佛法，开皇三年八月三日（583年8月26日），高那耶在京城住宅中去世，虚岁五十，葬于大兴县小陵原。